# Willi Ostermann

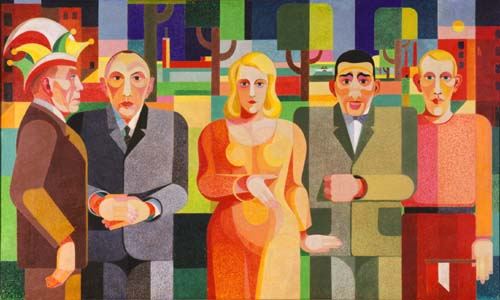
Der Expressionist Heinrich Hoerle porträtierte 1931/32 in seinem Gemälde Zeitgenossen Ostermann (links) zusammen mit Konrad Adenauer, Soubrette Trude Alex, Boxer Hein Domgörgen und sich selbst

Willi Ostermann – Liederheft Rheinlandmädel (1927)

Willi Ostermann – Da, wo die sieben Berge …

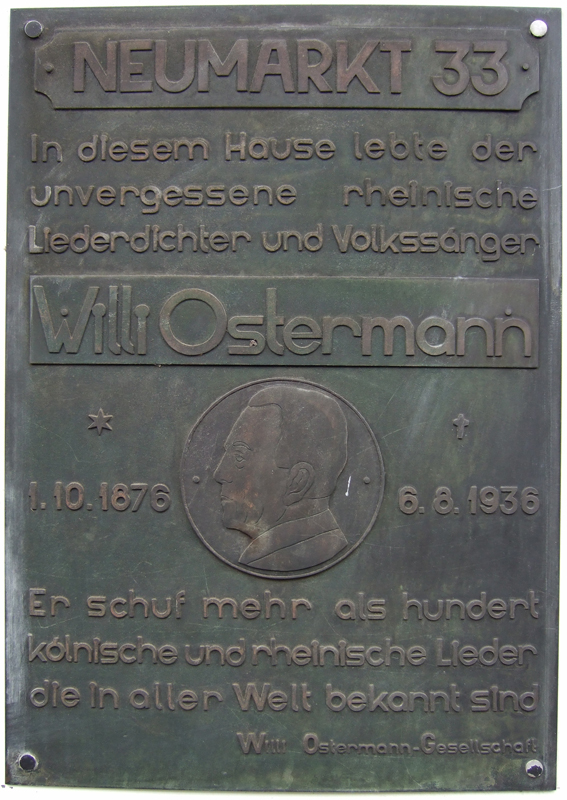
Gedenktafel an dem Haus, in dem Ostermann zuletzt gelebt hat

Wilhelm „Willi“ Ostermann (* 1. Oktober 1876 in Mülheim am Rhein (heute Köln); † 6. August 1936 in Köln) war ein Komponist und Texter von Heimat- und Karnevalsliedern hauptsächlich in Kölscher Mundart, die er auch selbst als Krätzchensänger vorgetragen hat. Zu seinen bekanntesten Stücken gehört Heimweh nach Köln (Ich möch zo Foß noh Kölle gon).

## Leben

### Kindheit und Jugend
Ostermann wurde in Mülheim am Rhein geboren. Auf dem Gelände seines Geburtshauses steht heute die Feuerwache 9 in Köln-Buchheim. Ostermann war der Sohn des Eisenbahners Peter Ostermann und seiner Frau Gertrud, geb. Paas. 1878 zog die Familie nach Deutz, wo man dem Vater, der bei der Bergisch-Märkischen Eisenbahn beschäftigt war, eine bessere Stelle angeboten hatte. Da Deutz in dieser Zeit Garnisonsstadt war, kam Willi Ostermann in frühester Kindheit in Kontakt mit den durchziehenden Militärmusikkapellen.
Ostermann besuchte von 1883 bis 1891 die katholische Volksschule in Deutz. Zu dieser Zeit erhielt er aufgrund seiner roten Haare den Spitznamen „Ostermanns-Fuss“ oder auch „dä jlöhndije Fuss“ (jlöhndije = „glühende“, Fuss = „der Fuchs“, auf Kölsch das Wort für „der Rothaarige“). Mitschüler berichteten später, er habe bereits in der Schule mundartliche Parodien auf Gedichte angefertigt und stets die neuesten Karnevalslieder auswendig gewusst.
Nachdem sein Vater keine Lehrstelle als Schlosser für ihn bekommen konnte, begann Ostermann eine Lehre im Elektrohandwerk, wurde aber schon nach einigen Monaten wegen Konflikten mit seinem Lehrherrn entlassen. Daraufhin erlernte er in einer Druckerei in Deutz den Beruf Stereotypeur und Galvanoplastiker, was seinen eigenen Wünschen eher entsprach. Bis 1900 war er vermutlich in diesem Beruf tätig, genaueres hierüber ist nicht bekannt.

### Karriere
1895 wurde Ostermann Mitglied in einer Laientheatergruppe. Er hatte bereits Erfahrungen mit einem Puppentheater gesammelt und trug bei Familienfeiern und in Gasthäusern in Deutz eigene Gedichte und Lieder vor. Dadurch hatte er auch einen Nebenverdienst; er bemühte sich jedoch seit Abschluss seiner Lehre um feste Engagements in Varietés oder Theatern. Erstmals bekannt wurde Ostermann 1899 durch sein Lied Et Düxer Schötzefeß (Das Deutzer Schützenfest), das er während eines Auftritts beim Deutzer Schützenverein vortrug:
Jo nom Düxer Schötzefeß, do loß mer gonn,

wenn de Lappe vun de Stivvele fleute gonn,

jo om Düxer Schötzefeß, do eß et schön,

do mäht Freud un Spaß sich selvs die älteste Möhn!

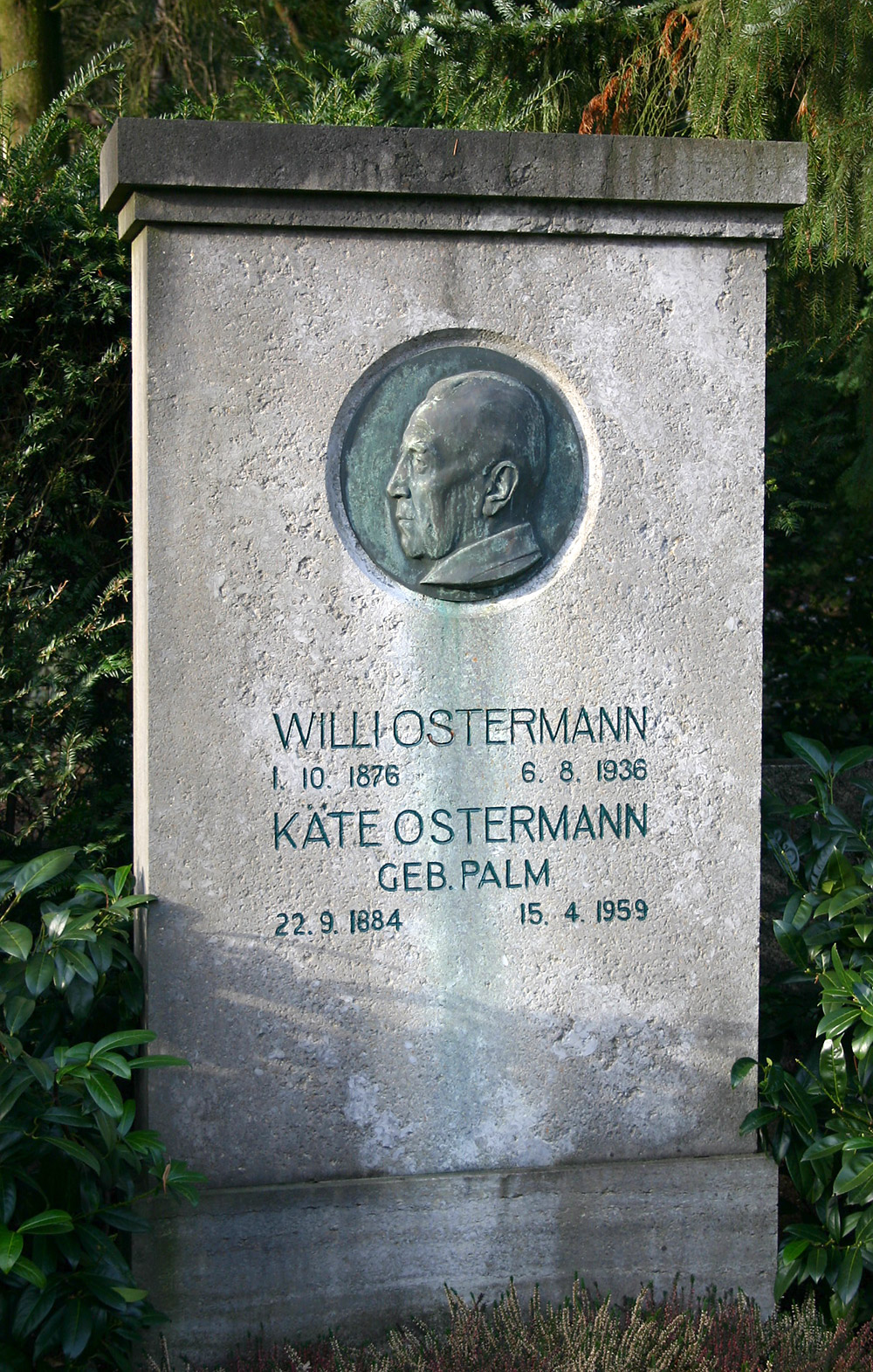
Grabstein von Willi Ostermann auf dem Kölner Melaten-Friedhof

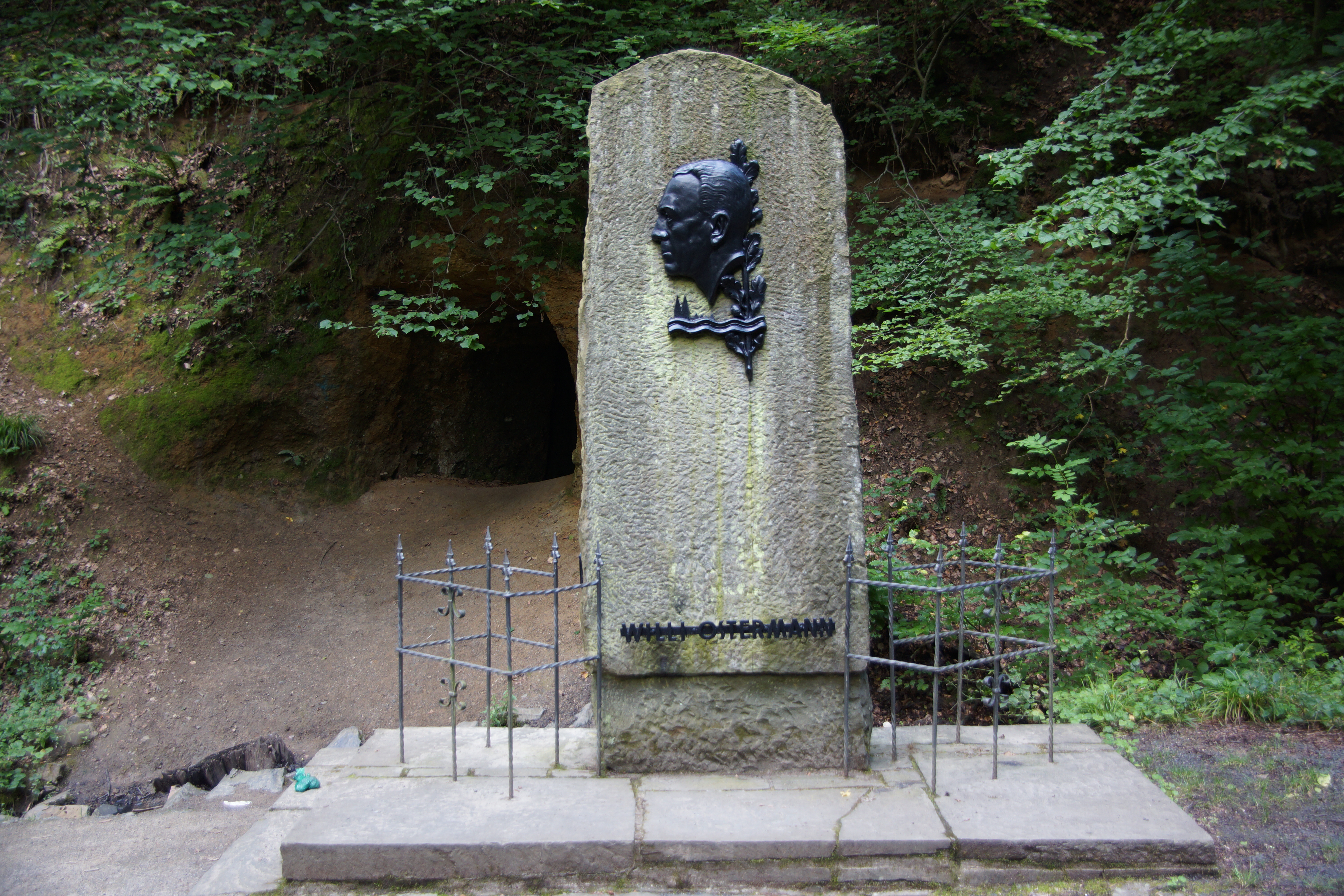
Willi-Ostermann-Denkmal in Königswinter

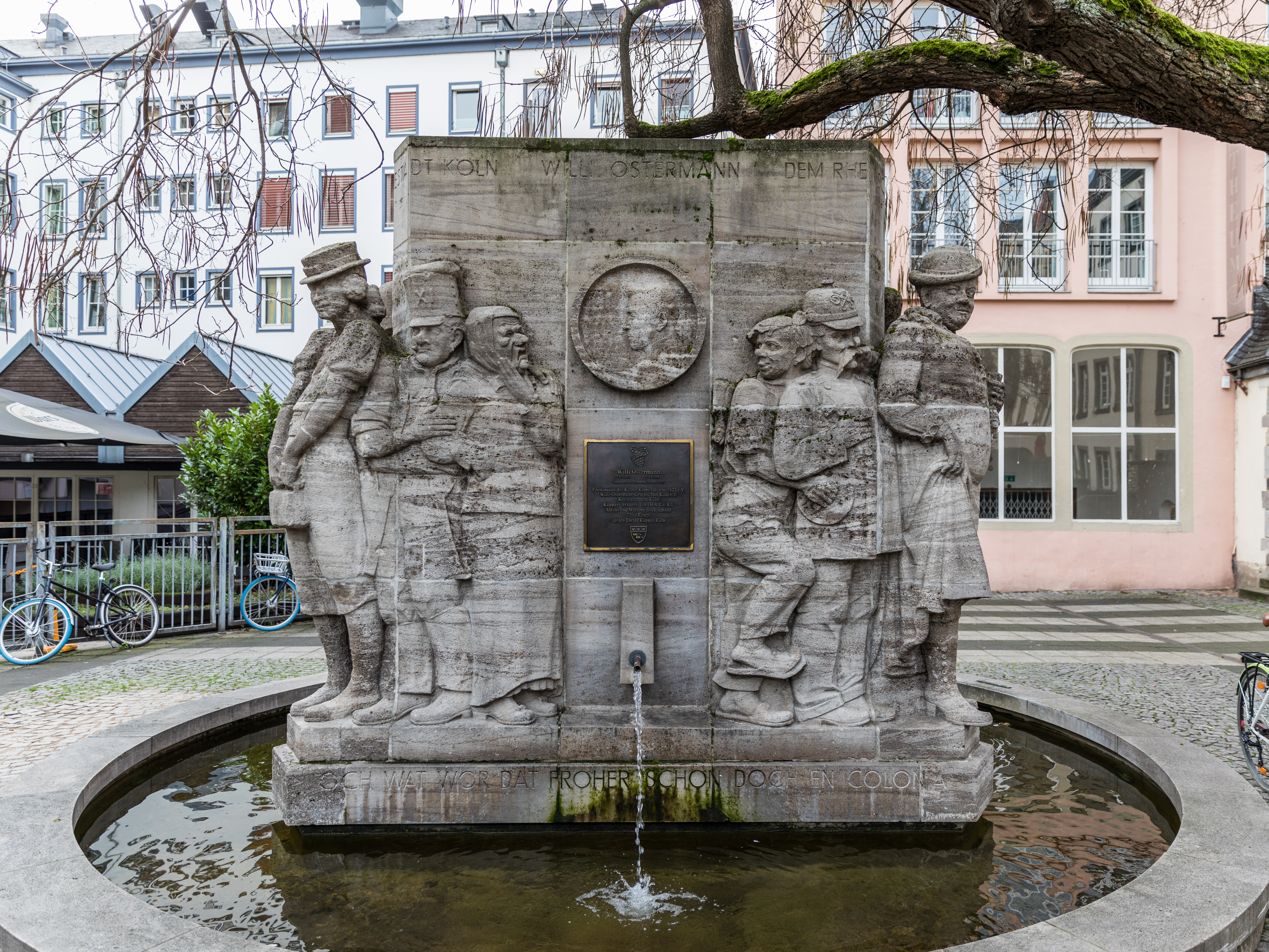
Ostermannbrunnen am Ostermannplatz in Köln

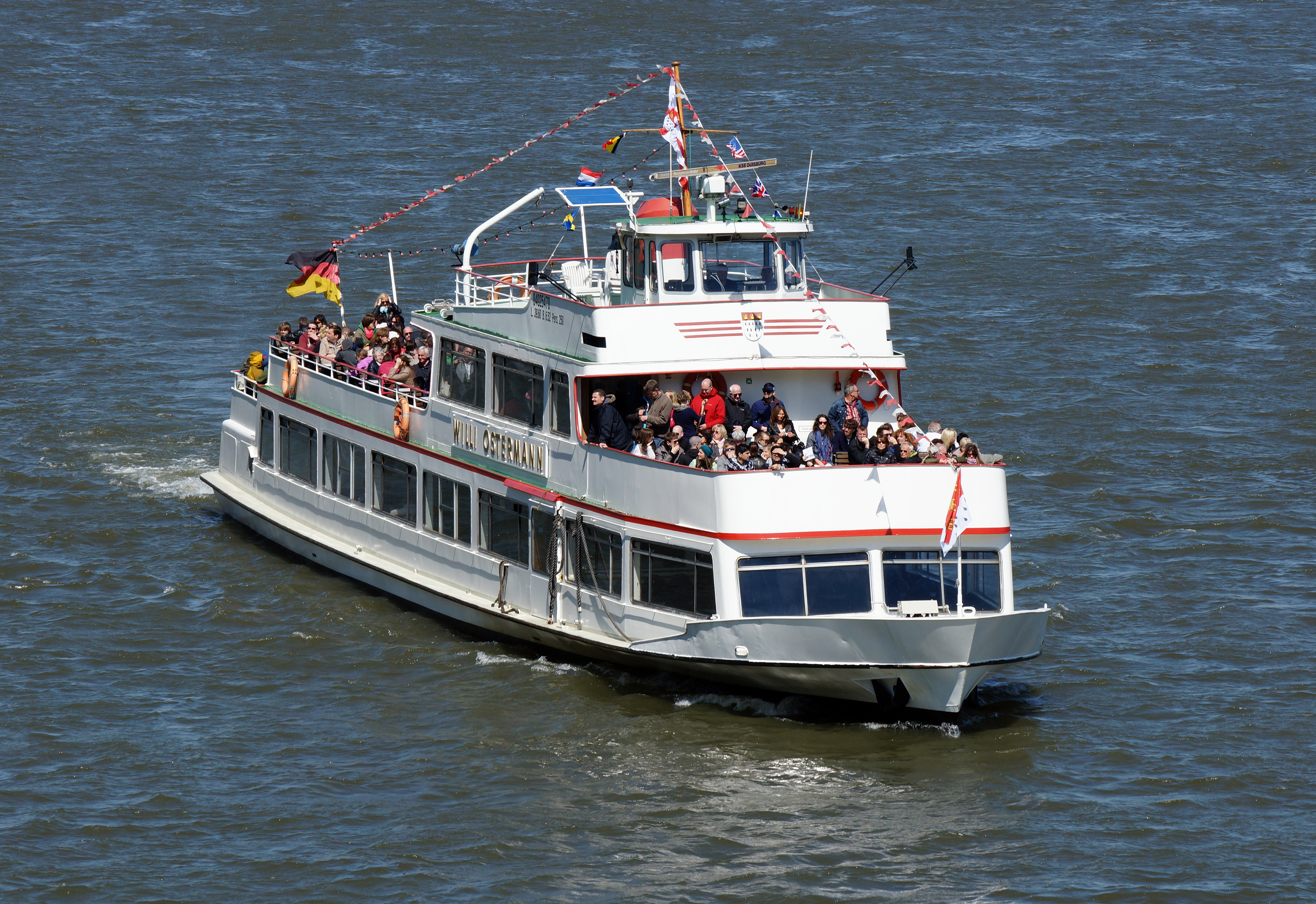
Rundfahrtschiff (1965) Willi Ostermann

Ostermann konnte keine Noten lesen und schreiben, sondern brachte seine Kompositionen singend auf Tonträger (anfangs Wachswalze oder Zinkplatte). 1903 heiratete er Katharina Maria Striebeck; diese Ehe wurde wieder geschieden. In den Jahren darauf entdeckte ihn der Vorsitzende einer Kölner Karnevalsgesellschaft, der ihm vorschlug, einen Karnevalsschlager für die Session 1906/1907 zu schreiben. In Zusammenarbeit mit dem Komponisten Emil Neumann, Kapellmeister am Kölner Reichshallentheater, entstand so der Titel Däm Schmitz sing Frau eß durchgebrannt (Die Frau vom Schmitz ist durchgebrannt), das der Rosenmontagserfolg 1907 wurde. Das Stück bestand aus einem einleitenden Marsch von Neumann und Ostermanns Lied als Trio. 1908 gewann Ostermann den Preis für das beste Lied in Kölner Mundart mit Wä hätt dat vun d’r Tant gedaach! (Wer hätte das von der Tante gedacht), zu dem der Schlagerkomponist und Kapellmeister Emil Palm die Musik beigesteuert hatte. Palm war es, der viele Ostermann-Kompositionen in Noten übertrug.
1911 heiratete Ostermann dessen Schwester, die Revuetänzerin Käte Palm. In den Folgejahren setzte er den begonnenen Erfolg fort. Er schrieb Lieder und Karnevalsschlager, verlegte sie selbst und konnte damit seinen Lebensunterhalt bestreiten. Die meisten Lieder trug er selbst vor; einige entstanden jedoch auch für andere Vortragskünstler. Inzwischen wurde er von einer Agentur für Auftritte in ganz Deutschland gebucht. Er beschränkte sich nicht auf rein kölsche Lieder, sondern schrieb auch hochdeutsche Schlager, insbesondere Walzer- und Marschlieder mit den gängigen Themen „Rhein“, „Wein“, „Weib“ und „Gesang“. Mehrere Schallplatten wurden außergewöhnliche Verkaufserfolge; außerdem schrieb er Lieder für Revuefilme.
Ein einziger Ostermann-Schlager (Rheinland-Mädel: „Drum sollt’ ich im Leben ein Mädel mal frei’n, dann muss es am Rhein nur geboren sein“) ging dem Spiegel zufolge im Jahr 1927 mit einer Million Auflage durch die Plattenpresse und erwirtschaftete einen Saisongewinn von 130.000 Goldmark. Insgesamt gibt es hiervon in der Entstehungszeit mindestens neun Versionen, erstmals 1927 im Ostermann-Musikverlag in Köln-Sülz erschienen. Robert Koppel brachte den Titel 1929 mit der B-Seite Wenn Du eine Schwiegermutter hast heraus, ebenfalls von Ostermann geschrieben. Als am 6. Mai 1930 der gleichnamige Film in die Kinos kam, war hierin Ostermanns Schunkellied in der Fassung von Schauspieler Werner Fuetterer erneut zu hören.
Gegen Ende der 1920er Jahre wurde die wirtschaftliche Lage in Deutschland schlechter. Ostermann hatte weniger und schlechter bezahlte Auftritte. Er verlegte auch Noten und Liedtexte anderer Komponisten und Autoren und schrieb Werbetexte. Außerdem gab er seit Ende 1930 das humoristische Wochenblatt Tünnes und Schäl heraus, das jedoch im Folgejahr wieder eingestellt wurde. 1930 entstand auch der Evergreen Och, wat wor dat fröher schön doch en Colonia (Ach, was war es früher schön in Köln).
Ostermanns Beziehung zum Nationalsozialismus ist nicht zuverlässig erforscht. Der Biograph Hans W. Krupp erwähnt zwar die Anekdote eines „Zeitgenosse[n] und längjährige[n] musikalische[n] Weggefährte[n]“, die sich auf ein angestecktes Parteiabzeichen bei Ostermann beziehen soll, betont aber gleichzeitig, dass diese Geschichte allein eine Parteimitgliedschaft nicht belegen könne. Nach Fred K. Priebergs Handbuch Deutsche Musiker lag kein Eintrag über eine Mitgliedschaft in der Zentralen Kartei der NSDAP vor. 1936 nahm Ostermann zusammen mit anderen Künstlern an einer Ferienfahrt der NS-Organisation KdF nach Madeira teil und schrieb aus diesem Anlass das Lied Madeira und das Gedicht Madeirafahrt:
Und wenn no dat veezehndäjije Jlöck

es widder vörbei – un mer kömme zoröck

dann hät mer noch eimol su vill Loß am Jeschäff

dat danke mer all dann der K.d.F.

### Krankheit und Tod
Sein letztes Gastspiel gab Ostermann im Juli 1936 in Bad Neuenahr, wo er auf der Bühne im Kurhaus einen Zusammenbruch erlitt und in das Kölner Krankenhaus Lindenburg eingeliefert wurde. Nach einer schweren Magenoperation blieb er dort bis zu seinem Tod und schrieb hier auch sein sogenanntes „letztes Lied“ Heimweh nach Köln, besser bekannt unter der Liedzeile „Ich mööch zo Foß noh Kölle gon“ (Ich möchte zu Fuß nach Köln gehen). Dabei verwendete er allerdings die Melodie einer früheren Komposition Sehnsucht nach dem Rhein, die für den Film Der Traum vom Rhein (1933, Regie: Herbert Selpin) entstanden war.
Am 6. August 1936 starb Ostermann im Krankenhaus. Bei seiner Beisetzung am 10. August 1936 säumten 35.000 Zuschauer den Trauerzug vom Neumarkt bis zum Melaten-Friedhof an der Aachener Straße. Eine Musikkapelle spielte seine Komposition Och, wat war dat fröher schön doch en Colonia, als Ostermann zu Grabe getragen wurde. Kölns Geschäfte schlossen, bis der Tote im Frack im städtischen Ehrengrab beigesetzt wurde. In einem der Nachrufe am offenen Grab trug der Karnevalist Thomas Liessem zum ersten Mal den Refrain des letzten Ostermann-Liedes Heimweh nach Köln vor. Es wurde nach seinem Tod zu einem seiner bekanntesten typisch melancholisch-kölschen Stimmungsliedern:
Wenn ich su an ming Heimat denke

un sin d’r Dom su vör mir ston,

mööch ich direk op Heim an schwenke,

ich mööch zo Foß no Kölle gon.

### Nachlass und Andenken
Am 16. Februar 1939 (Weiberfastnacht) wurde der Willi-Ostermann-Brunnen in der Kölner Altstadt festlich eingeweiht. Der Bildhauer Willy Klein hatte für 38.000 Reichsmark aus einem 14 Kubikmeter großen, aus Bayern angelieferten Muschelkalkblock jene 15 Figuren gemeißelt, die Willi Ostermann in seinen Liedern besungen hatte. Nach 13 Jahren war Ostermann immer noch populär, denn 1949 setzte die Witwe 45.000 Exemplare seiner Kölner Lieder ab.
Der textliche und musikalische Nachlass Ostermanns wurde in seinem eigenen Verlag verwaltet, den nach seinem Tod zunächst seine Frau Käte fortführte. Später übernahmen ihn die Musikverlage Hans Gerig KG. Die Willi Ostermann Gesellschaft Köln 1967 e. V. pflegt das Andenken des Künstlers.
1949 wurde in Königswinter im Nachtigallental des Siebengebirges ein Denkmal für Willi Ostermann errichtet.
Am Kölner Ratsturm wurde ihm eine Figur gewidmet.
Nach Willi Ostermann ist das Fahrgastschiff Willi Ostermann, das letzte verbliebene „Müllemer Böötche“, benannt.

#### Willi-Ostermann-Medaille
Zu Ehren von Willi Ostermann wurde 1967 die Willi-Ostermann-Medaille als höchste Auszeichnung des Kölner Karnevals gestiftet. Sie wird seitdem in unregelmäßigen Abständen für besondere Verdienste um das Kölner Liedgut verliehen und üblicherweise bei der Prinzenproklamation überreicht.
Einige der Preisträger:
- August Schnorrenberg (1967)[10]
- Ludwig Sebus  (1968)[11][12]
- Karl Berbuer (1970)[13]
- Jupp Schmitz
- Willy Schneider
- Marie-Luise Nikuta (1973)
- Fritz Weber (1975?)
- Jupp Schlösser
- Willi-Ostermann-Gesellschaft Köln 1967 e. V. (1976)[14]
- Toni Steingass (1977)[15]
- Gerhard Jussenhoven (1978)[16]
- Bläck Fööss (1981)
- Hans Knipp (1986)[17]
- Reinold Louis (1987)[18]
- Gerhard Wilczek (1993)[19]
- Willy Millowitsch (1994)[20]
- Hellige Knäächte un Mägde (1997)[21]
- Höhner (1999)
- King Size Dick (2002)[22]
- Peter Schnitzler (2003)[23]
- Hans Süper (2004)
- Otto Scheiblreiter (2004)[24]
- Fritz Pleitgen (2007)[25]
- Jörg P. Weber (2022)[26]

## Werke
Liste der Ostermann-Titel:
- Aber sonst
- Ach lieber Schaffner (Parodie)
- Adelche – Adelche!
- Adjüß Schäng!
- Allerhand Puppchen
- Alles, alles wegen de Mädchen!
- Alles wegen de Männer
- Am dude Jüd[d] (Lila lila Söckcher) (Et Schäfersch Nett) (Melodie Vincent Scotto 1906, La Petite Tonkinoise)[28]
- An der Ahr, an der Ahr...
- Angeklag!
- Auf Wanderschaff!
- Auskunft
- Barbare!
- Bei de Kämmelings – do geiht de Dühr nit op
- Beß doch nit su eigensennig, leve Schängemann
- Billard-Vergleiche!
- Blaue Adria Du (Parodie)
- Chrestian, du beß 'ne feine Mann!
- D'r König vun Belgien
- D'r Zeppelin
- Dä eß verdötsch!
- Dä Hals – vun der Frau Schmalz
- Da ist man baff, – und kann kein Wort mehr sagen
- Da kann man forschen, da kann man spähen
- Dä Klein dä muß ene Nüggel hann! (Jo, wat hät hä dann?) (1928)
- Dä Kölsche Boor en Iser
- Dä muß nit he jebore sin
- Dä schöne Fädenand
- Da wo die sieben Berge (September 1930)
- Däm Schmitz sing Frau eß durchgebrannt! (1907)
- Dann welle mir dat noch gläuve
- Das deutsche Keglerlied
- Das gibt es nur in Köln am Rhein
- Das Himmelreich
- Dat eß zovill!
- Dat fingen ich su schön vum Här Ostermann
- Dat richtige kölsch Platt
- De Gripp
- De Wienanz han 'nen Has em Pott!
- Den Damen!
- Denk’ nicht an morgen
- Denn einmal nur im Jahr ist Karneval
- Denn nur der Rhein mit seiner Fröhlichkeit... (10. Oktober 1931)
- Der Alfred mit den Schillerlocken
- Der Antialkoholiker
- Die »Frau Bellmann« muß mer Rollschoon laufe sin
- Die ächte kölsche Poesie (Das ist von Goethe nicht)
- Die Fastelovendsred
- Die ganze Kompagnie!
- Die Höhnerfarm vum Zilla!
- Die Jugend von heute
- Die Mäd die muss am Huhs eruhs
- Die Mösch
- Die Neugasspilger
- Die Nummer »42«
- Die Zukunft
- Dröm loß mer noch ens schunkele!
- Drum rat’ ich Dir – Zieh’ an den Rhein! (Dezember 1929)
- Durch dä ganze Krohm – mache mir ne' Schrohm!
- Eifersucht
- Ein deutscher Sportsmann über den Weltkrieg
- Eine Bienenhaus-Parodie
- Einmal am Rhein (1931)
- »Eins ins Andere«. Musikalisch-Humoristischer Kuddelmuddel (September 1930)
- Eisenbahn-Kouplet
- Es gibt nur einen deutschen Rhein
- Et Düxer Schötzefäß
- Et geiht nix för 'ne richt'ge Polakschrett
- Et Griet weiß Bescheid
- Et hät och esu jejange
- Et Lißge uhs der Deepegaß
- Et Littiti
- Et Stina muß 'ne Mann han!
- Eu-Eu-Eugenie
- Französisch
- Fröhjohr
- Geburtstags-Condolation
- Gold und Brillanten hat sie nicht
- Hä kann et
- Hä säht – un sei säht
- Heimweh nach Köln (Ich mööch zo Foß no Kölle gon) (1936)
- Herr Wenzel!
- »Hoch« klingt das Lied vom Alkohol!
- Hoffnung
- Hurra! die Minna hat 'nen Mann gekriegt!
- Ich ben 'nen ahle Kölsche
- Ich ben vun Köln am Rhing ze Hus
- Ich blieve wat ich ben...
- Ich han dis Naach vun Geld gedraump
- Ich hann dich am Sonndag mem Hermann gesinn
- Ich trinke auf dein Wohl mein Schatz! (1931)
- Ich weiß was von Dir!
- Im Frühling, Sommer, Herbst und Winter
- Ja, die Mädchen, die sind uns gefährlich
- Jet vum Bier
- Jim! wat häß do för en Bötzge ahn!
- Keinem jet sage
- Kinddauf-Fäß unger Krahnebäume
- Kindermungk
- Klapphorn-Verse
- Kölner Lokal-Kouplet, Nr. 1
- Kölner Lokal-Kouplet II
- Kölsch Zaldate-Leed
- Kölsche Mädcher künne bütze...
- Künnte mer nit e Milliönche han
- Kutt erop! Kutt erop! Kutt erop!
- Lieschen, nur ein kleines bischen
- Loblied auf den »34er« Wein
- Loblied auf Köln
- Lohß mer ens zeige, Mann für Mann (Laach-Leed)
- Madeira
- Madeirafahrt
- Mädel, Mädel komm mit mir den Rhein entlang (10. Oktober 1931)
- Malche, ach Malche, maach bloß kein Sätz
- Mama! Mama! unse Heinemann
- Marie! – Schäpp noch jet mieh!
- Mau-beuge
- Meine Mathilde, die ist im Bilde
- Meinste dat deiht dä nit?
- Mimmi, ich weiß was von dir!
- Minge Wunsch
- "Mir"
- Mir ist alles gleich!
- Modernes, aktuelles Kouplet
- Nä – ich mag Dich nit mie
- Namur – Namür
- Ne gohde Root
- Neues Jägerlied
- Nichts zu machen
- Nit geloge
- O jömmich! Wat han se dem Herrmann gedonn!
- O Marie! Ach komm mit mir zum Standesamt!
- O Rheinland, wie bist du so schön!
- Ober! Schnell noch eine Runde her! (November 1928)
- Och, dann freut sich die Mama!
- Och wat wor dat fröher schön doch en Colonia (1930)
- Och, wör doch bloß dä Kreeg am Eng!
- Paula! Komm gib dem Onkel e Küßche
- »Pech«
- Pingswedder
- Pressa-Lied (Griet, kumm loß dä ganze Brassel stonn!)
- Rheinische Lieder, schöne Frau’n beim Wein (November 1928)
- Rheinländer
- Rheinlandmädel (Und sollt ich im Leben ein Mädel mal frei’n) (1927)
- Rötsch mer jet, Angenies
- Russe
- Schön ist’s als Soldat
- Schön, wenn man’s zu erzählen versteht
- Schrrrumm! Ald widder en Fleeg kapott!
- Sechs Paar Stivvele
- Sehnsucht nach dem Rhein
- So ist England
- Soldatenlieder-Refrains
- Ssssst! paß auf ein starker Wind der kommt!
- Su es et
- Su schön wor et noch nie! (Su schön wie augenblicklich)
- Summ- un Brumm-Leed
- Telegramm
- Teufelsträume
- Tränen möchte man vergießen
- U 9
- Uns Grooß die hät ihr Flääch verklopp!
- Uns kann nix mieh passiere!
- Unse Vorstand
- v. Stein
- Vier Jahreszeiten
- Villa Billa (Jetz hät dat Schmitze Billa)
- Vorsich
- Vun wäje zo fett jekoch
- Wägen de Zemmermanns träcke mir nit uhs
- Wammer vörnehm weed
- Wat litt dann ann 10,000 Dhaler
- Wat summb dat, Wat brummb dat, Wat eß en d’r Luff…
- Weihnachts-Geschenke
- Wem Gott ein Amt giebt, giebt er auch Verstand
- Wenn dat eß, na dann Broß!
- Wenn die Liebe nicht wär!
- Wenn du eine Schwiegermutter hast! (1928)
- Wenn du wüßtest... [mein Kind]
- Wenn einer jett om Häzze hät (Ich ben d’r Stadt-Anzeiger)
- Wenn ich doch bloß 'ne Schnäuzer hät!
- Wenn in Colonia der Karneval beginnt!
- Wenn mer fuffzehn Kinder hät!
- Wenn mer op der Huhstroß spaziere geiht!
- Wer hätt dat vun der Tant gedaach!
- Wir auch
- Wir halten treu zu dir!
- Woröm solle mir ald en de Heija gonn
- Zwei zu fuffzehn

### Filmmusik
- 1930: Das Rheinlandmädel, Regie: Johannes Meyer, darin Ostermann auch als Darsteller („Der Schlagerdichter“)
- 1932: Einmal möcht’ ich keine Sorgen haben, Regie: Max Nosseck
- 1933: Der Traum vom Rhein, Regie: Herbert Selpin, darin Ostermann auch als Darsteller („Der Chef der vier rheinischen Sänger“)